# Formosia blattina
Formosia blattina là một loài ruồi trong họ Tachinidae.